# Мельничук Сергій Петрович
Сергі́й Петро́вич Мельничу́к  (*26 січня 1972 року) — засновник та перший командир батальйону «Айдар», народний депутат України VIII скликання Верховної Ради України.

## Життєпис
- 1989—1994 — Вище військове училище (радіоінженер).
- 1994—1995 — інженер служби ракетного озброєння.
- 1995 — начальник відділення збірки і спорядження ракет.
- 1995—1997 — заступник начальника технічної батареї.
- 1997—2000 — командир технічної батареї.
- 2000—2001 — заступник начальника дивізіону.
- 2002—2004 — старший інженер груп.
- 16 квітня 2004 — звільнений із Збройних сил за станом здоров'я в званні майор.
- 16 лютого 2007 — прийнято на ВАТ «ПлазмаТек» посаду менеджер з постачання.
- 21 травня 2007 — переведений на посаду заступника генерального директора з технічного забезпечення.
- 6 березня 2008 — зайняв посаду генерального директора ВАТ «Материк-М».

## Війна на сході України
За власним твердженням, із кінця 2013 року Сергій Мельничук був сотником Самооборони Майдану. Після того, як це твердження було піддано сумніву свідками, Мельничук від нього відмовився.
У квітні 2014 року Мельничук був призваний на військову службу під час першої хвилі мобілізації. У травні 2014 року Сергій Мельничук ініціював створення батальйону територіальної оборони України «Айдар», до складу якого увійшли добровольці з різних областей України, у тому числі активісти Самооборони Майдану. У вересні 2014 року 24-й БТрО «Айдар» був переформатований у 24-й окремий штурмовий батальйон «Айдар» Сухопутних військ Збройних сил України.
Сергій Мельничук брав участь та керував операціями у боях за північні і центральні райони Луганщини, а саме: за Щастя, під Металістом (червень 2014); Рубіжне, Сєвєродонецьк (липень 2014); за Георгіївку та Лутугинне (20 липня — 1 вересня 2014), за Новосвітлівку та Хрящувате (серпень 2014) та Луганський аеропорт (липень — серпень 2014). Під керівництвом Мельничука батальйон «Айдар» проводив евакуацію цивільного населення з Новосвітлівки та Хрящуватого, Жовтого, Успенки, Старобільська, двічі з Красного Яру і Вергунки, а також більше 15 малих сіл.
Звільнений з посади командира на початку 2015 р., але певний час відмовлявся віддати печатку батальону.

## Політика
Включений до виборчого списку Радикальної партія Олега Ляшка під № 3 на дострокових виборах до Верховної Ради 2014.
Після штурму (30 січня та 2 лютого 2015) та, як написав Олег Ляшко, підпалу бійцями Айдару Міністерства оборони України, 5 лютого 2015 року «за дії, які дискредитують звання народного депутата України та порушення присяги народного депутата» Сергій Мельничук виключений з фракції Радикальної партії.
В інтерв'ю 30 січня, 2 та 3 лютого Сергій Мельничук сказав, що «по обидві сторони конфлікту воюють брати-слов'яни, а польові командири ополченців — це місцеві мешканці», і закликав до прямих переговорів з ними. «Потрібно домовлятися в різних форматах. Потрібно вести формати не тільки з Росією, але й залучати польових командирів. Тому що їх досить багато, і якщо їх все-таки переконати, то можна домовитися. Ми ж усі українці. Так, ми воювали, але про все можна домовитися й швидше зупинити цю вбивчу війну. Тому що з обох сторін гинуть наші. І навіть російські солдати, які гинуть, я думаю, повинні жити. Це наші брати-слов'яни».
1 жовтня 2015 року Генеральна прокуратура України передала до Шевченківського районного суду Києва звинувачення депутата Верховної Ради України Сергія Мельничука, незважаючи на відмову підозрюваного отримати його.
30 жовтня 2016 року ЗМІ повідомили, що Сергій Мельничук вказав володіння трильйоном гривень готівкою у електронній декларації. Згодом депутат пояснив, що такі дії були викликані бажанням привернути увагу до корупції в країні.
Частий гість телеканалу 112 Україна. У березні 2020 року в ефірі  цього каналу він заявив, що Петра Порошенка треба заарештувати, а доказів для цього достатньо. На цьому ж каналі в серпні розповідав про «геноцид українського народу» і що влада має за це відповісти.

## Парламентська діяльність
Із початку VIII скликання Верховної Ради України входив до фракції Радикальної партії Олега Ляшка, із якої вийшов 5 лютого 2015 року. 3 березня 2015 року вступив до депутатської групи «Воля народу» Ігоря Єремеєва, яку покинув 9 червня 2017 року, із того часу — позафракційний.
Із 4 грудня 2014 року по 12 лютого 2015 року перебував на посаді заступника голови Комітету Верховної Ради України з питань національної безпеки і оборони. Із 14 березня 2017 року є членом Комітету Верховної Ради України з питань охорони здоров'я. Є членом групи з міжпарламентських зв'язків з Італією, Узбекистаном, ОАЕ, Польщею, Катаром, США, а також членом Української частини міжпарламентської асамблеї Верховної Ради України та Сейму Литви.
Автор законодавчої ініціативи законопроєкту від 13.03.2018 р. № 8115 «Про козацтво та козацькі організації в Україні»
21 квітня 2015 року не голосував за Заяву Верховної Ради України «Про відсіч збройній агресії Російської Федерації та подолання її наслідків» У тексті заяви ВРУ наводиться хронологія подій у Криму та на Донбасі, починаючи з 20 лютого 2014 року — цю дату автори назвали початком «збройної агресії РФ проти України».
18 січня 2018 року був одним з 36 депутатів, що голосували проти Закону про визнання українського суверенітету над окупованими територіями Донецької та Луганської областей.
Був одним з 59 депутатів, що підписали подання, на підставі якого Конституційний суд України скасував статтю Кримінального кодексу України про незаконне збагачення, що зобов'язувала держслужбовців давати пояснення про джерела їх доходів і доходів членів їх сімей. Кримінальну відповідальність за незаконне збагачення в Україні запровадили у 2015 році. Це було однією з вимог ЄС на виконання Плану дій з візової лібералізації, а також одним із зобов'язань України перед МВФ, закріпленим меморандумом.

## Кримінал
2 березня 2020 Мельничука було затримано за запитом Росії до Інтерполу при в'їзді до Греції, його було переведено до управління поліції міста Серре для того, щоб обрати запобіжний захід.
Мельничук після ефіру на одному з телеканалів побився із колишнім колегою по фракції Дмитром Ліньком. Під час шоу вони почали сперечатися, а після закінчення ударом зламав опонентові ніс, а Лінько відповів ударом у голову і сказав, що «дзвін при ударі явно свідчить про відсутність мізків» у політичного противника.
Національне агентство з питань запобігання корупції встановило, що народний депутат Сергій Мельничук в деклараціях за 2015 і 2016 роки не вніс у декларацію корпоративні права у двох господарських товариствах, загальний розмір яких в грошовому еквіваленті становить півтора мільйона гривень. Пізніше ця інформація зникла із сайту НАЗК.

## Громадська діяльність

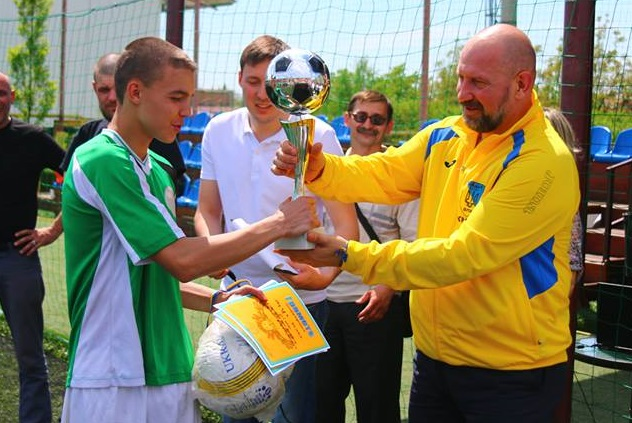
Турнір з міні-футболу серед юнаків середніх шкіл та гімназій м. Львова «Кубок Айдару». Вручення кубка переможцям.

Сергій Мельничук є президентом громадської організації «Військово-патріотичний клуб „Айдар“», яка ставить за мету розвиок громадянськості і патріотизму й представлена у 13 областях України.
Став активно відстоювати УПЦ Київського патріархату після середини 2019 року. Впевнений що ліквідація УПЦ КП проведена незаконно і вважає що реєстрація Православної Церкви України як окремої релігійної організації є незаконна, а рішення Об'єднавчого собору також не є законними.
Є головою ГО «Першій козацький полк „Запорізька Січ“». За цією ж адресою зареєстровано ГО «Добровольче формування „Айдар“».

## Особисте життя
Перша дружина — Мельничук Наталія Василівна, є син.
Нинішня дружина — Патимат Чупалавівна Омарова, відома як міжнародний експерт-економіст під прізвищем Міла Мельничук, дочка депутата парламенту Дагестану і п’ятикратного чемпіону світу з армрестлінгу  Чупалава Омарова, доларова мільйонерша, в 2014 не підтримувала майдан,що сама особисто заявляла,  але ніколи не  була активною учасницею руху «Русская весна» на Донбасі, і не могла брати  участь у створенні так званої «ДНР»,як намагається це довести фейкові журналісти, так як ніколи не приймала ні участі в референдумі,ніколи не займала жодної посади в так званих «республіках»,більш того не знаходилась в Донецьку з 2012 р.
Працювала помічником народного депутата в Верховній Раді.
Підтримує територіальну цілісність України та її демократичний розвиток.(https://www.motherjones.com/politics/2022/03/a-message-from-an-american-fighting-in-ukraine/)